# Étrépagny
Étrépagny je naselje in občina v severnem francoskem departmaju Eure regije Zgornje Normandije. Leta 2008 je naselje imelo 3.676 prebivalcev.

## Geografija
Kraj leži v pokrajini Normandiji ob reki Bonde, 54 km severovzhodno od Évreuxa.

## Uprava
Étrépagny je sedež istoimenskega kantona, v katerega so poleg njegove vključene še občine Chauvincourt-Provemont, Coudray, Doudeauville-en-Vexin, Farceaux, Gamaches-en-Vexin, Hacqueville, Heudicourt, Longchamps, Morgny, Mouflaines, La Neuve-Grange, Nojeon-en-Vexin, Puchay, Richeville, Sainte-Marie-de-Vatimesnil, Saussay-la-Campagne, Le Thil, Les Thilliers-en-Vexin in Villers-en-Vexin z 10.559 prebivalci.
Kanton Étrépagny je sestavni del okrožja Les Andelys.

## Pobratena mesta
- Baile Átha Troim (Irska);